# Jamaicas flagga
Jamaicas flagga antogs den 6 augusti 1962, vilket var Jamaicas nationaldag. Den har ett gult andreaskors, som är huvudstaden Kingstons stadsvapen. De två gröna fälten symboliserar jordbruk och de två svarta fälten symboliserar det förflutna. Den gula färgen symboliserar solen. Proportionerna är 1:2.

## Historik
Flaggan var ursprungligen ett bidrag till en tävling om ny nationsflagga vid självständigheten 1962. I originalförslaget hade flaggan vertikala ränder, men man ansåg att den då skulle bli alltför lik Tanganyikas flagga, och ändrade därför utformningen till ett andreaskors.